# جون راو
جون راو (بالإنجليزية: John Rao)‏ هو مؤرخ أمريكي، ولد في 1951.